# Dudharakchhe
Dudharakchhe – gaun wikas samiti w zachodniej części Nepalu w strefie Lumbini w dystrykcie Rupandehi. Według nepalskiego spisu powszechnego z 2001 roku liczył on 2927 gospodarstw domowych i 16210 mieszkańców (8228 kobiet i 7982 mężczyzn).